# Tribunal de justicia

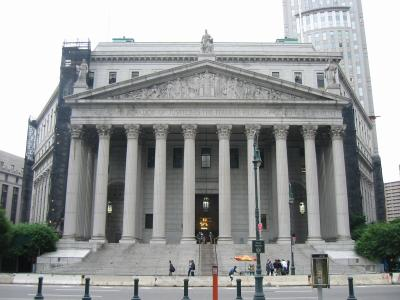
Tribunal Supremo de Nueva York (EE. UU.).

El tribunal de justicia (juzgado o corte o simplemente tribunal) es un órgano público cuya finalidad principal es ejercer la jurisdicción, es decir, resolver litigios con eficacia de cosa juzgada, de cumplir otros actos que las leyes que los organizan les puedan atribuir, los cuales forman parte de la jurisdicción voluntaria.
No debe confundirse el órgano jurisdiccional (el tribunal), con las personas que en calidad de funcionarios sirven en él (jueces y demás personal auxiliar).
Los tribunales de justicia son aquellos órganos o elementos públicos  que tienen la función de resolver conflictos de relevancia jurídica que se susciten en el orden temporal y dentro del territorio de un Estado, con eficacia de cosa juzgada y eventual posibilidad de ejecución, sin perjuicio de cumplir actos de otra índole que las leyes que los organizan les puedan atribuir.

## Etimología y origen
En la antigua Roma, tribunal, palabra que probablemente debería vincularse a tribu, designa una tribuna elevada, una plataforma, especialmente un suggestsus utilizada para procedimientos judiciales y sobre la cual era común colocar la silla curul del magistrado y los asientos de su séquito, para que todos pudieran dominar al público.

## Definición
La definición del término "tribunal" ha evolucionado muchas veces a lo largo de la historia.
El término "tribunal" se refiere a la plataforma de la época romana y también al personal del tribunal en la audiencia. A veces va acompañada de una connotación moral o de un juicio, como lo demuestran en particular los términos «tribunal de conciencia» o «tribunal de la historia», por ejemplo.
Desde la Edad Media hasta la Revolución, en ningún momento el término “tribunal” designó un lugar de justicia. Durante este período, la justicia se administra en lugares oficiales anexos a los tribunales y denominados “salas de audiencias”.
Durante la Revolución Francesa, el uso del término "tribunal" se hizo más común, con la creación del Tribunal de Casación en 1790, y luego del Tribunal Revolucionario (una cámara penal de corta duración creada en 1792).
Durante los siglos XIX y XX, el término "tribunal" se utilizaba para referirse a un edificio llamado "palacio de justicia". El tribunal se convierte entonces en el lugar donde se dicta la ley.

## Descripción
Un tribunal es cualquier persona o institución, a menudo una institución gubernamental, con la autoridad para decidir disputas legales entre partes y llevar a cabo la administración de justicia en asuntos civiles, penales y administrativos de conformidad con el estado de derecho. En los sistemas jurídicos de derecho consuetudinario y de derecho civil, los tribunales son el medio central para la resolución de disputas, y generalmente se entiende que todas las personas tienen la capacidad de presentar sus reclamos ante un tribunal. De manera similar, los derechos de los acusados de un delito incluyen el derecho a presentar una defensa ante un tribunal.
El sistema de tribunales que interpreta y aplica la ley se conoce colectivamente como el poder judicial. El lugar donde se encuentra un tribunal se conoce como la sede del tribunal. La sala donde se llevan a cabo los procedimientos judiciales se conoce como sala de audiencias, y el edificio generalmente como palacio de justicia; las instalaciones judiciales varían desde instalaciones simples y muy pequeñas en comunidades rurales hasta instalaciones grandes y complejas en comunidades urbanas.
La autoridad práctica que se le otorga al tribunal se conoce como jurisdicción (del latín iūrisdictiō, de iūris, "de la ley", + dīcō, declarar + -tiō, sufijo formador de sustantivos), el poder del tribunal para decidir ciertos tipos de cuestiones o peticiones que se le presentan. Según los Comentarios sobre las leyes de Inglaterra de William Blackstone, un tribunal (para los agravios civiles) está constituido por un mínimo de tres partes: el actor o demandante, que se queja de un daño causado; el reus o demandado, que está llamado a dar satisfacción por ello; y el jūdex o poder judicial, que debe examinar la verdad del hecho, determinar la ley que surge de ese hecho y, si parece que se ha causado algún daño, determinar y aplicar un remedio legal por medio de sus funcionarios. También es habitual en los tribunales superiores contar con abogados, procuradores o consejeros como asistentes, aunque, a menudo, los tribunales están compuestos por abogados, alguaciles, taquígrafos y en ocasiones un jurado adicionales.

## Clasificación de los tribunales

### Según su composición

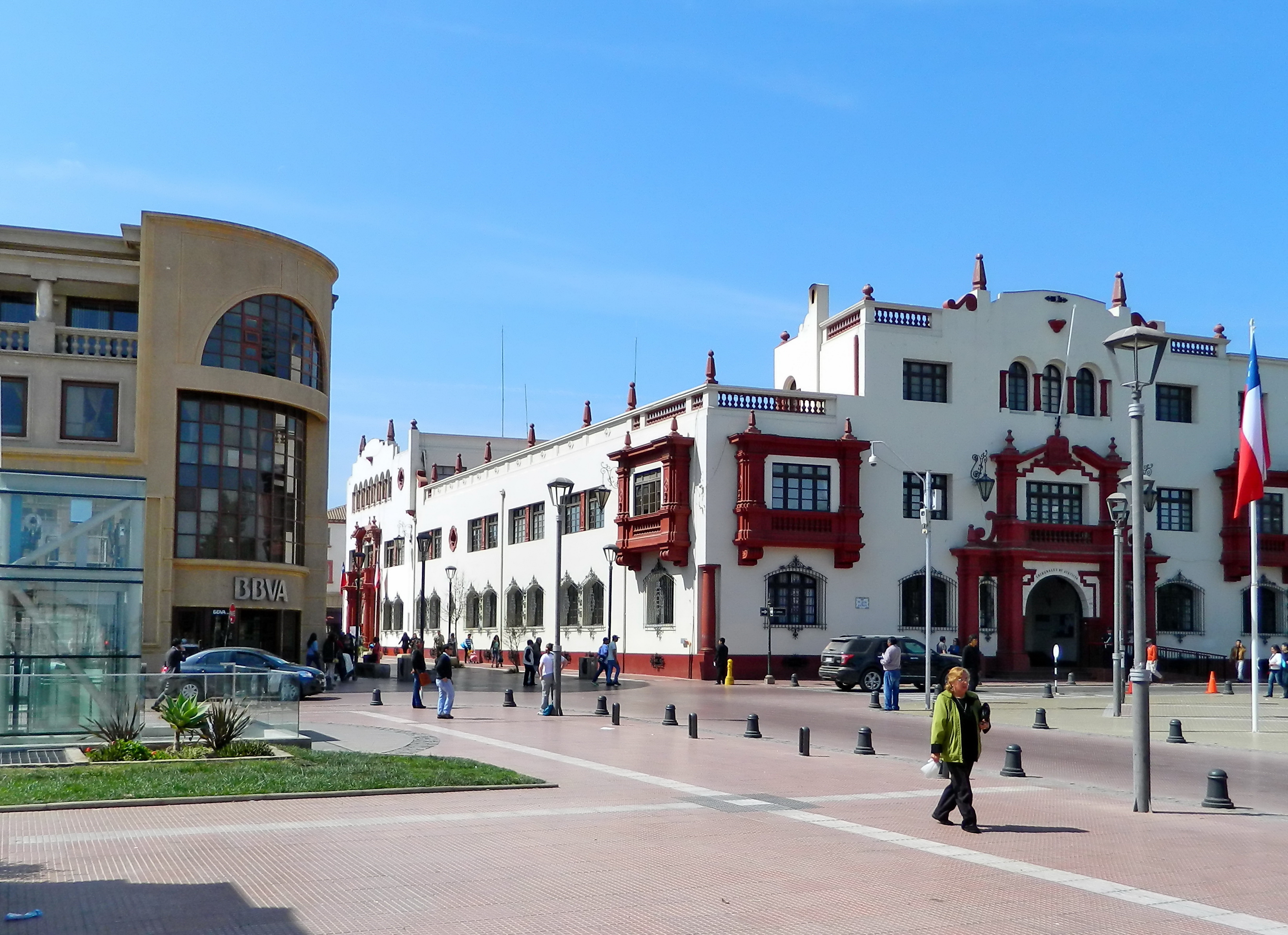
Corte de Apelaciones de La Serena (Chile).

- Tribunales unipersonales: son aquellos cuyas resoluciones son dictadas por un solo juez. Se llaman juzgados.
- Tribunales colegiados: son aquellos que resuelven con pluralidad de jueces. Son denominados propiamente tribunales o cortes.

Lo esencial de esta clasificación no es el número de jueces que conforman los tribunales, sino el número de jueces que resuelven el asunto controvertido.
- Tribunales ordinarios: son aquellos órganos jurisdiccionales a los cuales les corresponde el conocimiento y la generalidad de los asuntos judiciales que se promueven en el respectivo país, por el interés jurídicamente vinculante, cualquiera que sea la naturaleza o la calidad de las personas que en ellos intervienen, salvo las excepciones legales.[5]
- Tribunales especiales: son aquellos órganos jurisdiccionales a quienes les corresponde únicamente el conocimiento de las materias que el legislador específicamente les ha encomendado en atención a la naturaleza del conflicto o la calidad de las personas que en él intervienen.[6]
- Tribunales arbitrales: son aquellos constituidos por jueces árbitros, es decir, por miembros que no son funcionarios públicos y son remunerados y elegidos por las partes a quienes prestan sus servicios.

### Según la fase del procedimiento en que intervienen
- Tribunales de instrucción: son aquellos a los cuales les corresponde todas las actuaciones preparatorias del juicio, generalmente de investigación criminal. Sin embargo en la mayoría de países occidentales esta función es ejercida por el Ministerio Público o Fiscalía, la cual carece de poderes jurisdiccionales. Por eso se ha sostenido que esta clasificación es un tanto anacrónica.
- Tribunales sentenciadores: son aquellos que reciben la actuación probatoria, provenientes de los tribunales instructores, estando encargados de dictar sentencia en tales asuntos.

### Según su jerarquía
- Tribunales inferiores: son aquellos que, en la respectiva organización jerárquica y piramidal de los sistemas judiciales, ocupan el grado inferior. Esta clasificación se hace desde un punto de vista administrativo y no atendiendo al ejercicio de la función jurisdiccional. Generalmente son tribunales unipersonales.
- Tribunales superiores: son aquellos que, en la respectiva organización judicial, ocupan el grado superior. Por lo general, son tribunales colegiados y sus integrantes son llamados ministros o magistrados.

### Según la extensión de su competencia
- Tribunales de competencia común o mixtos: son aquellos tribunales que tienen competencia para conocer de toda clase de asuntos o para conocer de una materia y, además, de otros asuntos de competencia especial a falta o inexistencia, en el respectivo territorio jurisdiccional, de un tribunal con esa competencia. Los tribunales superiores son, generalmente, de competencia común.
- Tribunales de competencia especial: son aquellos que tienen competencia de ciertos asuntos con exclusión de otros.

### Según la instancia en que conocen
- Tribunal de única instancia.
- Tribunal de primera instancia.

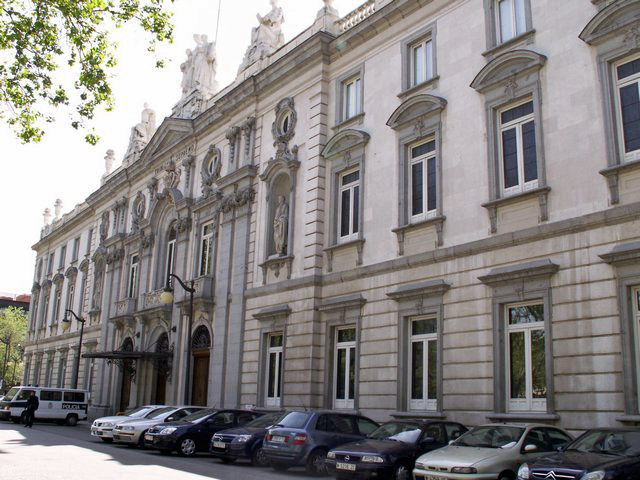
Tribunal Supremo de España.

- Tribunal de segunda instancia o tribunal de apelación.

## Historia
La historia de los tribunales refleja una progresión constante hacia sistemas judiciales más estructurados y justos, destacando el profundo impacto de los cambios sociales, políticos y culturales en la concepción y la función de la justicia a través de los siglos.

### Antigüedad
La historia de los tribunales, elemento clave en la evolución de la justicia y el gobierno, se remonta a la Antigüedad, cuando estaban asociados a templos o palacios reales y con jueces a menudo extraídos del clero o la administración real. Los jueces generalmente eran sacerdotes, el rey o funcionarios reales. Dictan sentencias basándose en una mezcla de leyes consuetudinarias, decretos reales y creencias religiosas.3
Las primeras formas de tribunales se remontan a civilizaciones antiguas, como el antiguo Egipto, Mesopotamia, Grecia y Roma.

### Edad media
En la Edad Media surgieron los tribunales señoriales, caracterizados por una justicia impartida de forma arbitraria e influida por los intereses de los señores locales. De hecho, el sistema feudal en Europa vio la multiplicación de jurisdicciones señoriales, donde los señores tenían el poder de juzgar casos dentro de sus dominios. La Iglesia Católica también jugó un papel destacado en la administración de justicia a través de los tribunales eclesiásticos. La Carta Magna de 1215 en Inglaterra marcó un punto de inflexión al limitar el poder del rey y establecer el principio de que nadie podía ser castigado sin un juicio justo, sentando así las bases del derecho a un juicio justo.

### Era moderna

#### Entre los siglos XVI y XVII
Entre los siglos XVI y XVII, las jurisdicciones señoriales comenzaron a dar paso a los tribunales reales. Este es el comienzo de un sistema de justicia más centralizado y codificado. Este desarrollo continuó con la profesionalización de los tribunales y la adopción de códigos legales en los siglos XVIII y XIX.
Estos desarrollos, además de estar fuertemente influenciados por los principios del derecho griego y romano antiguo, incluido el desarrollo de las asambleas públicas y el derecho codificado, así como hitos como la Carta Magna, sentaron las bases de los sistemas judiciales modernos, caracterizados por su transparencia, accesibilidad y equidad.

#### Siglo XVIII
En el siglo XVIII en Francia, la justicia del Antiguo Régimen fue objeto de vivas controversias provenientes de la Ilustración. De hecho, el sistema judicial, heredado en gran medida de la Edad Media, es objeto de un creciente descontento, que se refleja claramente en los Cahiers de Doléance de 1789. En particular, se critica que la justicia se pague, pues los litigantes ofrecen dádivas a los magistrados, llamadas «especias», para que sus casos sean escuchados. Las sentencias dependen entonces de la discreción de los jueces. Pensadores como Montesquieu y Beccaria aportaron nuevas ideas sobre el respeto a los derechos humanos, la separación de poderes y la regulación de las sanciones penales por la ley.
En 1771, el canciller René-Nicolas Maupeou intentó, sin éxito, abolir los parlamentos para imponer una justicia gratuita con magistrados pagados por el reino.
Pero no fue hasta la Revolución Francesa que la reforma de la justicia llegó a buen puerto. En 1790 se abolieron los parlamentos y se simplificaron las instituciones judiciales. Los jueces son elegidos y la ley regula estrictamente sus acciones.

### Durante los siglos XIX y XX

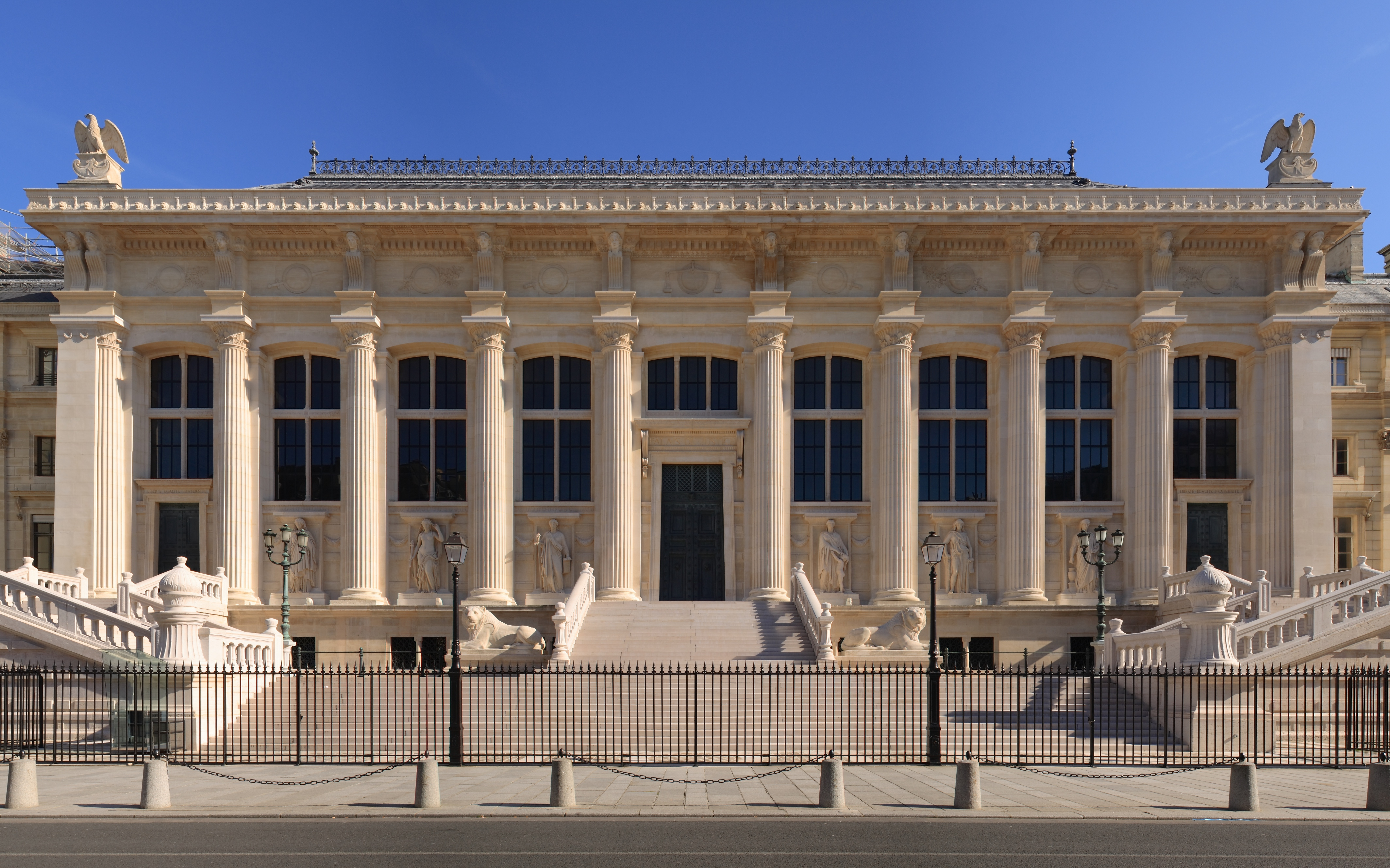
Palacio de Justicia en París.

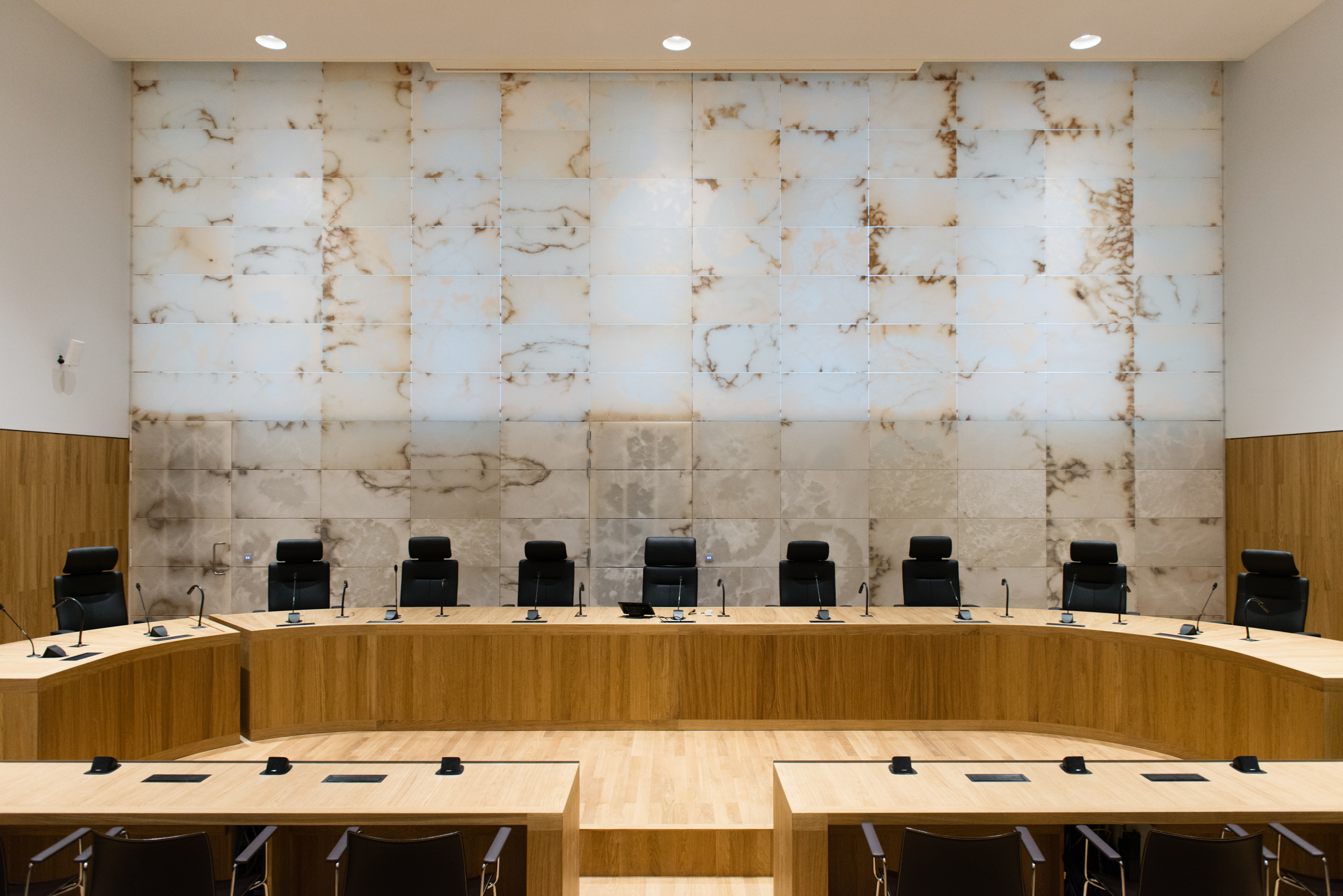
Tribunal Supremo de Países Bajos.

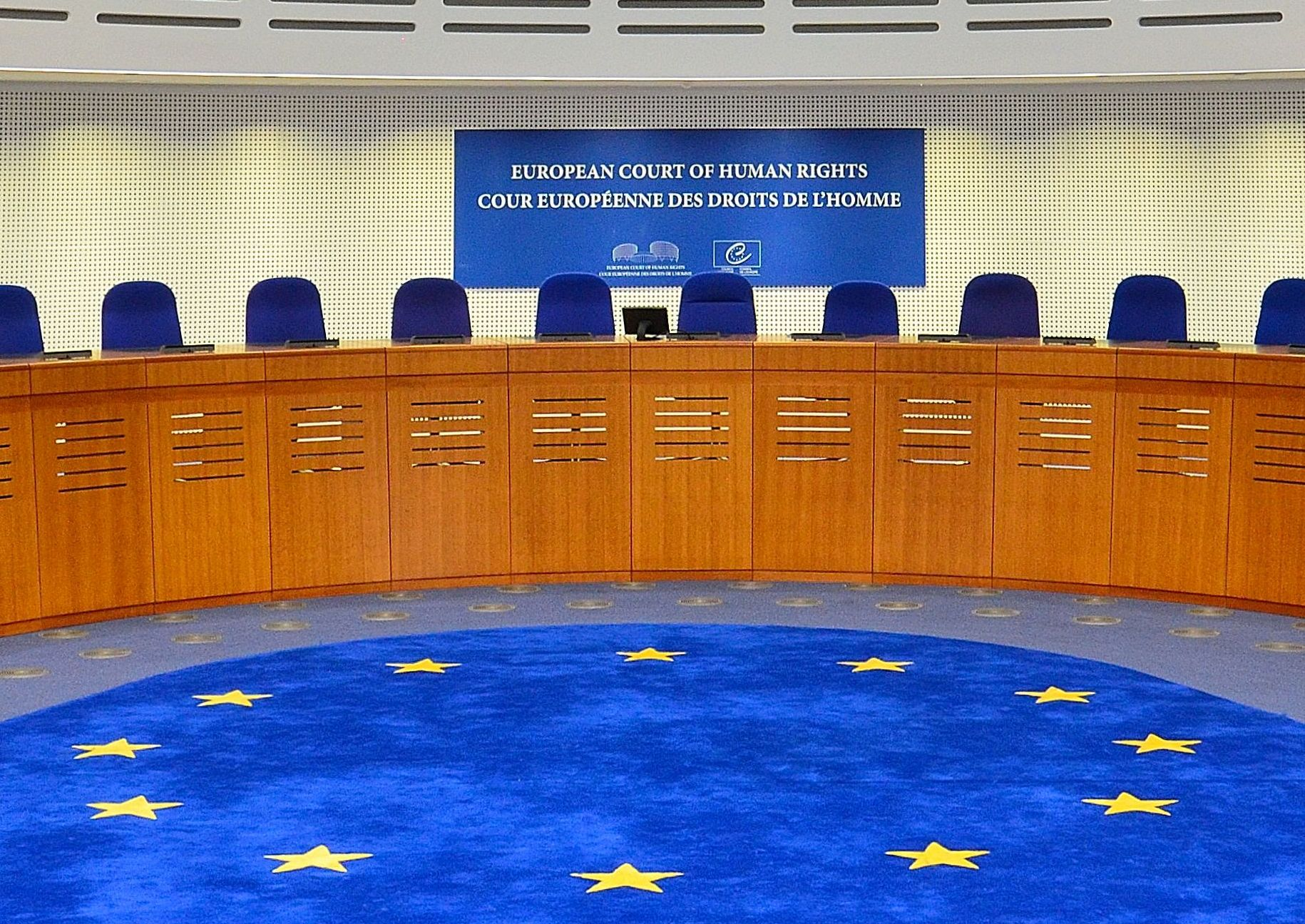
Tribunal Europeo de Derechos Humanos, en Estrasburgo.

Las revoluciones democráticas y los movimientos de reforma han contribuido a la evolución de los tribunales hacia sistemas más transparentes, accesibles y equitativos. La creación de tribunales internacionales, como la Corte Internacional de Justicia y la Corte Penal Internacional, refleja la extensión de la justicia más allá de las fronteras nacionales para abordar cuestiones de derecho internacional.

### Estados Unidos de América

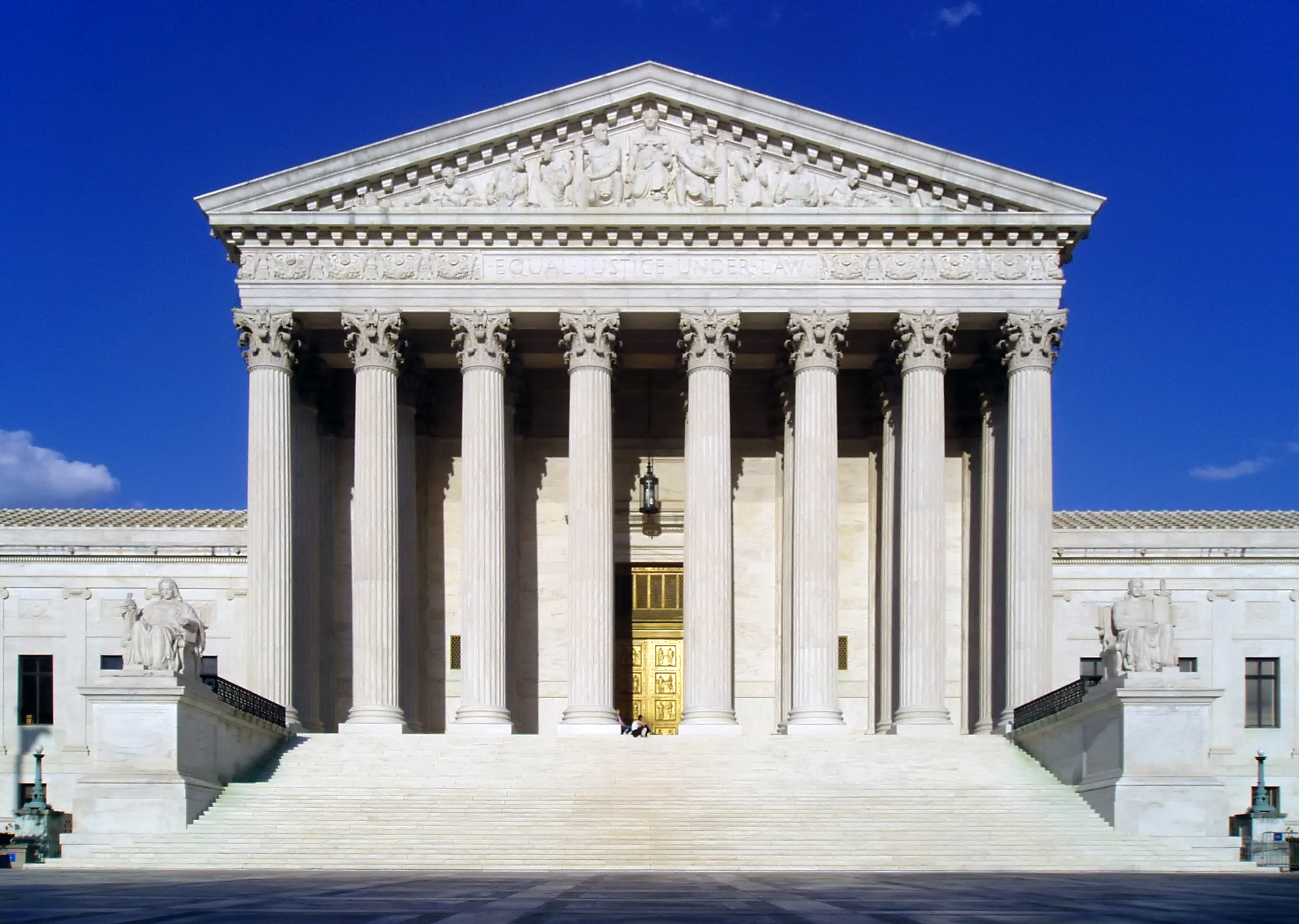
Corte Suprema de los Estados Unidos de América.

## Europa

### Tribunales en Alemania

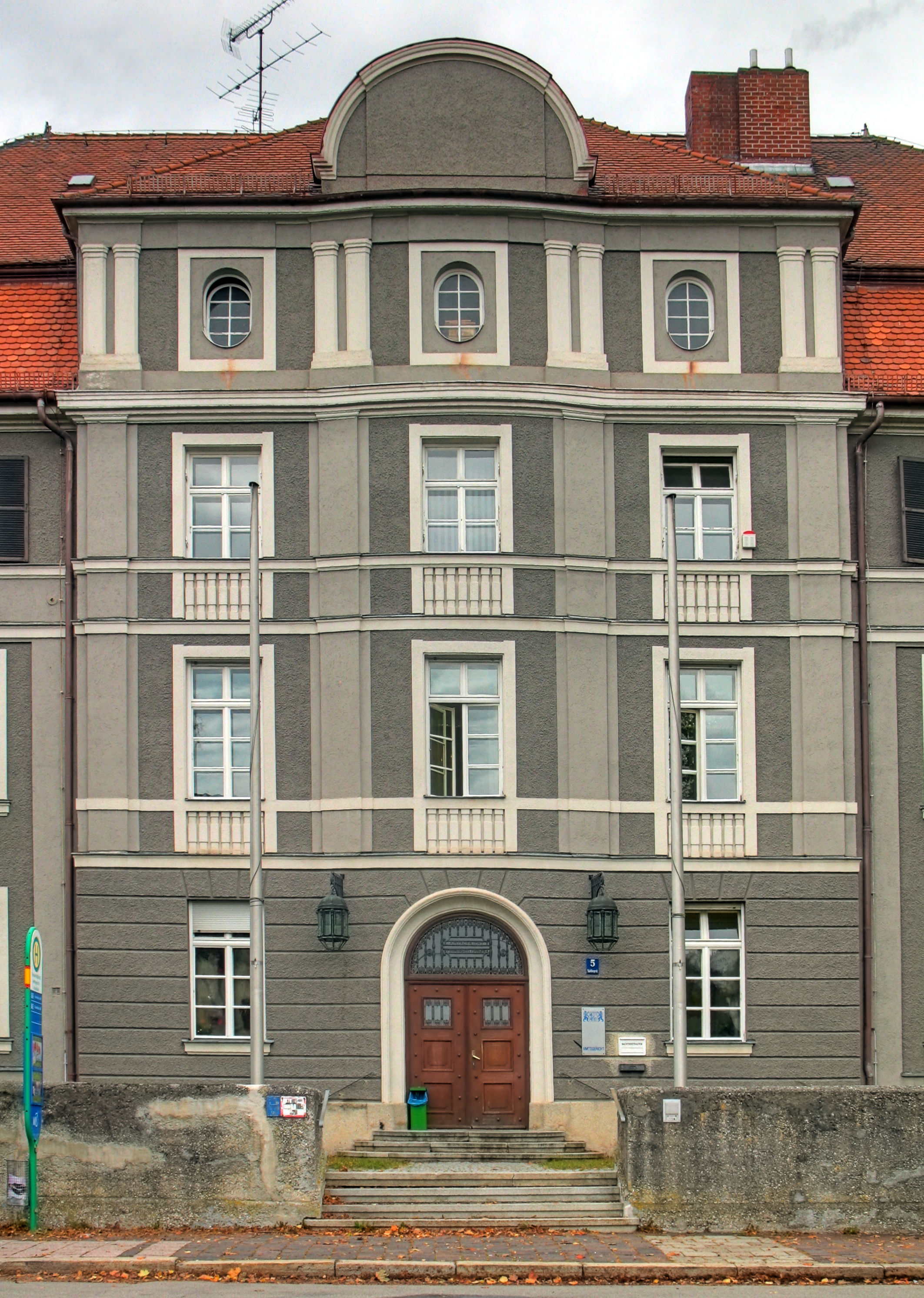
Amtsgericht Fürstenfeldbruck (Tribunal de distrito de Fürstenfeldbruck) uno de los 73 Tribunales de primera instancia en Baviera, Alemania.

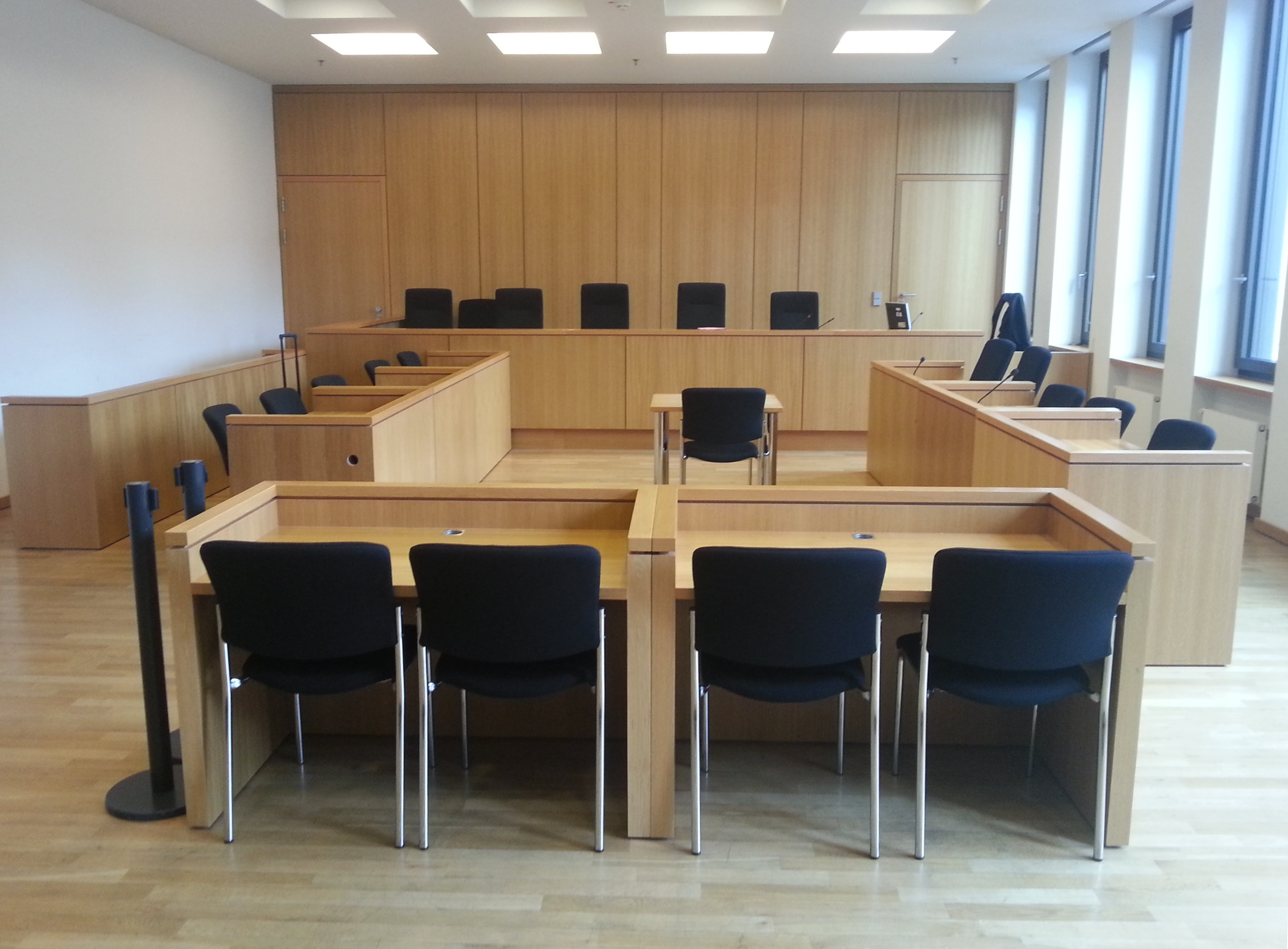
Sala de vistas moderna en el Centro de Justicia de Aquisgrán, Alemania.

Los tribunales en la República Federal de Alemania son los Tribunales Federales y los Tribunales de los Länder (estados federados), dependiendo de la institución judicial. Aunque el Poder Judicial se ejerce según el Art. 97 juris de la Ley Fundamental (Constitución de Alemania), el poder judicial es ejercido por jueces independientes. Sin embargo, el poder judicial no es un poder del estado  autoadministrado. La administración de los tribunales (por ejemplo, el mantenimiento de los edificios judiciales, la cobertura de las necesidades de personal y material) forma parte más bien de la administración pública y, por tanto, del ejecutivo.
La estructura de las jurisdicciones está regulada por (varios) derechos constitucionales de los tribunales. Las jurisdicciones en Alemania son la jurisdicción constitucional (de la Federación y de cada uno de los Länder), la jurisdicción ordinaria (para el Derecho civil y para el Derecho penal) y las jurisdicciones especializadas, que incluyen la jurisdicción laboral, la jurisdicción fiscal, la jurisdicción social y la jurisdicción administrativa. Para preservar la uniformidad de la jurisdicción, existe un Senado Conjunto de los Tribunales Supremos de la Federación, al que se puede recurrir si un tribunal supremo federal pretende apartarse de la decisión de otro tribunal supremo federal.
La jurisdicción de servicio (procedimientos disciplinarios judiciales) y la jurisdicción de honor (sobre servicios profesionales) forman parte de la jurisdicción administrativa.
En el sistema militar surgen particularidades. Así, en casos de procesos penales en el ámbito militar pueden constituirse como tribunales federales Art. 96 GG dejure. Párr. 2 Ley Fundamental, que pronuncian la ley según el Código Penal Militar. Históricamente, los llamados Consejos de Guerra existieron como Cortes Extraordinarias, que, según la Ley Fundamental de la República Federal de Alemania, se establecieron en la República Federal de Alemania de acuerdo con el Art. 101 de la Ley Fundamental dejure. Abs. 1 Satz 1 Grundgesetz son inadmisibles.
Cuando se hace mención a la estructura judicial, el término tribunal denota una autoridad (por ejemplo, tribunal de distrito). Sin embargo, el tribunal también puede entenderse como un órgano judicial (p. ej. juez único, tribunal del jurado, tribunal de asesores legos, etc.); cada tribunal cuenta entonces con al menos un Juez. Los jefes de la autoridad son presidentes de tribunal o jueces de vigilancia que presiden un presidium (§ 21a GVG dejure).
La participación de legos como jueces honorarios está prevista en los procesos penales (en este caso llamados "Schöffen"), en la jurisdicción mercantil (en este caso llamados "Handelsrichter"), así como en la jurisdicción laboral, financiera, social y administrativa. Los jueces legos se sientan en el tribunal de jueces legos del tribunal de distrito, en el tribunal del jurado del Tribunal de Distrito y en otras cámaras penales. Una característica especial son los llamados asesores de funcionarios en los casos disciplinarios de los tribunales administrativos. Son jueces legos en sentido amplio, pero pertenecen a la función pública como grupo especial.

#### Asignación de tribunal que actúa
El tribunal competente (juez único, cámara (tribunal), senado) viene determinado por la ley procesal aplicable (por ejemplo, GVG, Código de Procedimientos Civiles (ZPO)) y por el Plan de Asignación de Casos que determina qué unidad orgánica interna del órgano es la encargada de tramitar un asunto específico en el caso de los órganos colegiados, el cual elaboran los tribunales bajo su propia responsabilidad.
El desarrollo de una vista judicial está normalizado en diversas fuentes jurídicas.
Los llamados Tribunales marítimos no son tribunales en el sentido de la Gerichtsverfassungsgesetz (GVG); son procedimientos periciales oficiales de la gestión Marina.

## Véase también

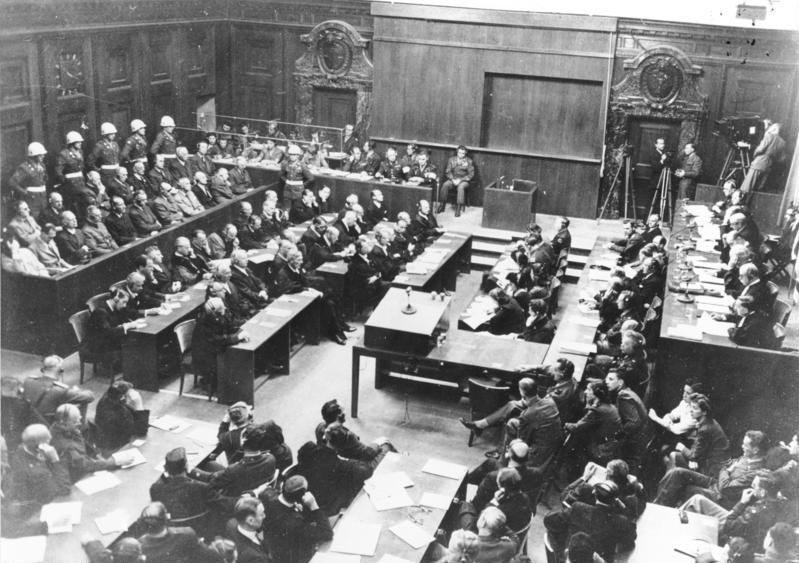
Juicios de Núremberg